# إمارة تاج الدين
إمارة تاج الدين هي إمارة تركمانية صغيرة، في الأناضول في القرنين الرابع عشر والخامس عشر.

## تاستين
بعد هزيمة سلاجقة الأناضول على يد المغول عام 1243، ظهرَت العديد من الإمارات الصغيرة - تُعرَف أحيانًا بالبيليك - في الأناضول. أسس تاستين الجانقي إمارة صغيرة حول منطقة نكسار [الإنجليزية]، في وسط شمال الأناضول عام 1348. كان هذه الإمارة الصغيرة إحدى الإمارات الصغيرة التي عُرفت مجتمعة باسم الإمارة الجانقية أو بيليك جانق. في عام 1378 تزوج تاستين من أدوكيا الطرابزونية [الإنجليزية]، وهي ابنة إمبراطور طرابزون [الإنجليزية] ألكسيوس الثالث. وفي عام 1386 سقط في المعركة أثناء حملة إمارة حكمير [الإنجليزية] للسيطرة على أوردو (كوتيورا القديمة).

## محمود
الأمير الثاني كان محمود. خلال السنوات الأولى من حكم محمود، كانت الإمارة بين قوتين عظميين: الإمبراطورية العثمانية في الجنوب الغربي، ودولة قاضي برهان الدين في الجنوب. على الرغم من قبول محمودلسلطة برهان الدين، إلا أنه شجع سرًّا بايزيد الأول العثماني ضد البرهانيين. لكن الضربة جاءت من شقيقه ألب أرسلان إذ ثار واستولى على معظم أراضيه. ومع ذلك، بعد وفاة ألب أرسلان واندثار البرهانيين عام 1398، وافق على سيادة العثمانيين.

## بعد تيمورلنك
في عام 1402، غزا أمير الحرب التركي تيمورلنك الأناضول وهزم بايزيد في معركة أنقرة. خلال الفوضى التي أعقبت المعركة (عهد الفترة العثماني)، استمر الأمير محمود حليفًا للعثمانيين. ومع ذلك، خلال تمرد كجك مصطفى (شقيق مراد الثاني)، دعم محمود كجك مصطفى وقتل ميخالغول محمد وهو من سلالة كوز ميهال [الإنجليزية] ومن أنصار مراد الثاني في عام 1423. ولكن بعد المعركة، قُتل على يد جنوده. وكان لديه ولدان. حٌسام الدين حسن وحسام الدين محمد يافوز. على الرغم من أن الأخوين حاولا الاستمرار في القتال في سامسون وكرسمبا [الإنجليزية]، إلا أن إمارتيهما سرعان ما زالتا، في حوالي عام 1428.